# Valangaiman
Valangaiman (o Valangiman) è una suddivisione dell'India, classificata come town panchayat, di 11.285 abitanti, situata nel distretto di Tiruvarur, nello stato federato del Tamil Nadu. In base al numero di abitanti la città rientra nella classe IV (da 10.000 a 19.999 persone).

## Geografia fisica
La città è situata a 10° 52' 60 N e 79° 22' 60 E al livello del mare.

## Società

### Evoluzione demografica
Al censimento del 2001 la popolazione di Valangaiman assommava a 11.285 persone, delle quali 5.554 maschi e 5.731 femmine. I bambini di età inferiore o uguale ai sei anni assommavano a 1.116, dei quali 567 maschi e 549 femmine. Infine, coloro che erano in grado di saper almeno leggere e scrivere erano 7.669, dei quali 4.032 maschi e 3.637 femmine.